# Gara, Cluj-Napoca

## Cartierul Gara din Cluj-Napoca
Cartierul Gara sau Zona Gării, cum o denumesc localnicii, este situată pe partea Estică a Râului Someș din Cluj-Napoca.

## Clădiri/Locuri
Cartierul este format atât din blocuri cât și din case.
În zonă există două hoteluri de două, respectiv trei stele și o Pensiune. Există numeroase magazine alimentare și supermarket-uri, precum: Oncos, Alcalis, Nemar Catering. De asemenea există și 4 secții de bănci BT (Banca Transilvania); BCR (Banca Comercială Română); (Raiffeisen Bank).
Patiseriile, Cofetăriile, Barurile și Pizzeriile nu lipsesc nici ele.
Aici a fost inființată și o mică piață agro-alimentară.

## Transportul

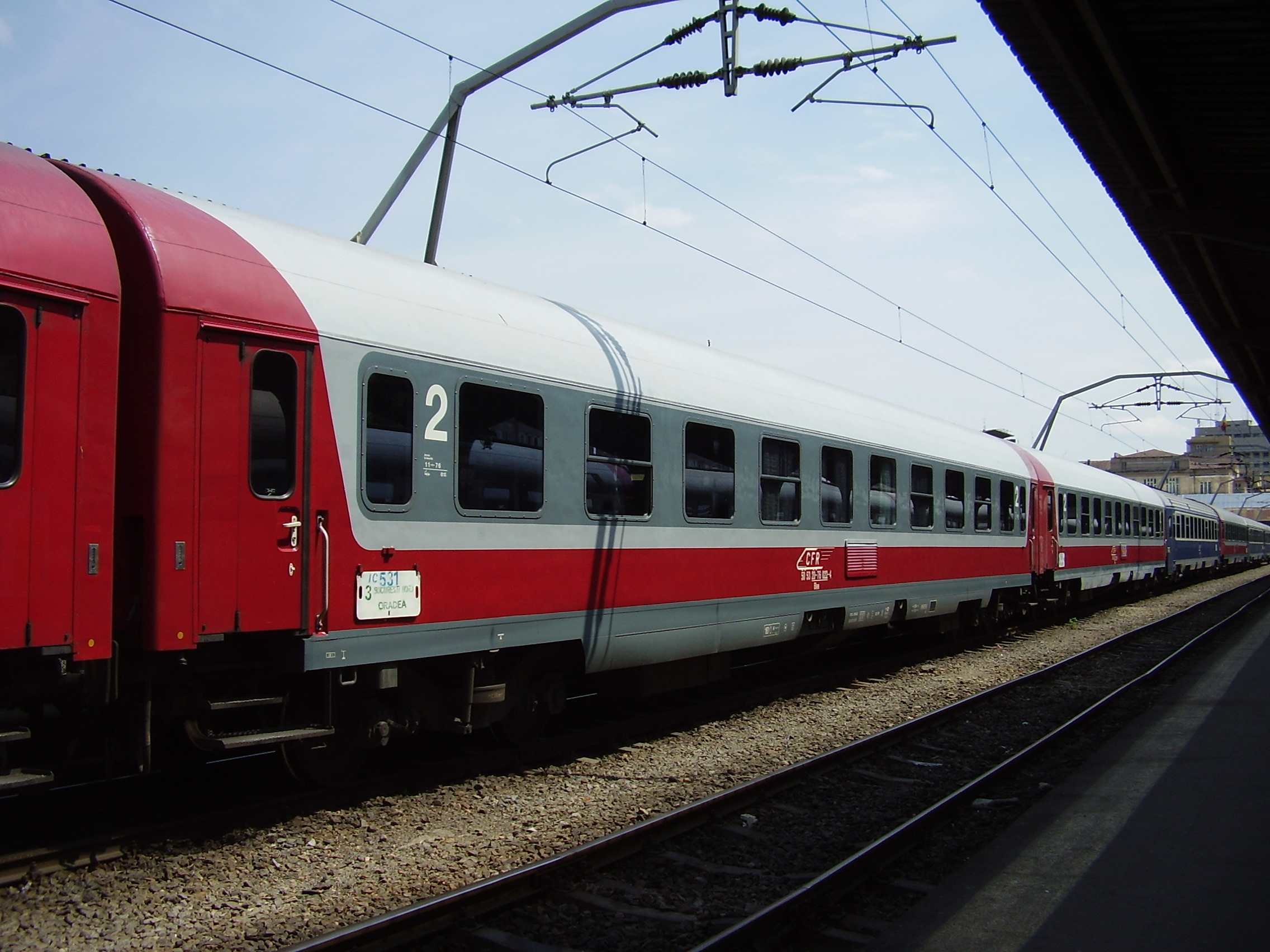

Transportul este foarte bine reprezentat, de aici putându-se circula cu trenul, autocarul, microbuzul, tramvaiul, autobuzul, troleul.